# Asdrúbal Hannón
Asdrúbal Hannón fue un general cartaginés, hijo de Hannón.
Cuando el cónsul Marco Atilio Régulo invadió África en el año 256 a. C., Asdrúbal, Bostar y Amílcar fueron enviados a enfrentarse con él. Régulo los venció en la batalla de Adís, cerca de Cartago, en 255 a. C. Después de esto, Asdrúbal sometió la polis de Agrigento, en Sicilia. Intentó conquistar Panormo, hacia 251 a. C., que se encontraba en poder de los romanos, cosa que no consiguió porque le derrotó el cónsul Lucio Cecilio Metelo.